# Жамбылский сельский округ (Атырауская область)
Числкеностьь
Жамбылский  сельский округ — административно-территориальное образование в Кзылкогинском районе Атырауской области.
В нас. пункте Каракол есть: Средняя школа, клиника, детский сад, Дом Культуры.

## Населённые пункты
В составе: 
- Караколь
- Айдын
- Мадениет

## Население
По данным переписи за 2021 год, проживало 1514 человек (807 мужчин и 707 женщин).
| Населенные пункты | Числ. (1989) | Числ. (1999) | Числ. (2009) | Числ. (2021) |
| ----------------- | ------------ | ------------ | ------------ | ------------ |
| Караколь          | 2002         | 1670         | 1547         | 1454         |
| Айдын             | 188          | 215          | 146          | 60           |
| Мадениет          | 186          | 354          | 89           |              |

## Примечание
1. ↑  Кызылко - краб.. — Алматы: «Olke», 2005. — ISBN 9965-599-97-1.
2. ↑  2021 жылғы халық санағы - Қазақстан Республикасы Стратегиялық жоспарлау және реформалар агенттігі Ұлттық статистика бюросы (каз.). stat.gov.kz. Дата обращения: 22 апреля 2025.